# Blankney
Die HMS Blankney (L30) war ein Geleitzerstörer der britischen Marine, welcher im Zweiten Weltkrieg zum Einsatz gelangte. Das Schiff gehörte dem Typ II der Hunt-Klasse an und war kurz nach Kriegsausbruch im September 1939 bewilligt worden. Die Blankney wurde als siebtes Schiff ihres Bautyps am 17. Mai 1940 auf der Werft von John Brown & Company im schottischen Clydebank auf Kiel gelegt und lief am 19. Dezember 1940 von Stapel. Die Indienstnahme erfolgte am 11. April 1941. Erster Kommandant des Schiffes war Lieutenant Commander Philip Frederick Powlett.

## Einsatzzeit
Die Blankney wurde nach ihrer Indienststellung und dem Abschluss der Probefahrten zunächst der in Londonderry (Nordirland) stationierten 12. Geleitsicherungsgruppe (12th escort group) zugeteilt und sicherte ab Oktober 1941 alliierte Geleitzüge in den Western Approaches und zwischen dem Vereinigten Königreich und Gibraltar.

### Kampf um den Konvoi HG-76
In diesem Zusammenhang nahm die Blankney im Dezember 1941 an der Sicherung des Geleitzuges HG-76 teil, wobei es dem Schiff, zusammen mit dem Zerstörer Stanley und unterstützt von Flugzeugen des Geleitflugzeugträgers Audacity, gelang, die beiden deutschen U-Boote U 131 und U 434 zu versenken. Bis auf zwei Seeleute konnten insgesamt 97 Besatzungsangehörige von beiden Booten gerettet werden, darunter die gesamte Besatzung von U 131. Allerdings wurde die Blankney während dieser Operationen selbst beschädigt, als sie das tauchunklare U 434 durch Rammstoß versenkte. Infolge der Schäden am Bug brach das Schiff die Geleitoperation ab, lief nach Gibraltar und wurde dort bis Ende Januar 1942 repariert.

### 1942/43: Einsätze im Eismeer
Ab dem Frühjahr 1942 wurde die Blankney zur Sicherung von Eismeer-Konvois nach der Sowjetunion herangezogen, unter anderem geleitete das Schiff hierbei zwischen März 1942 und Februar 1943 die Geleitzüge PQ-16, PQ-17, QP-12, QP-14, JW-51B und RA-52. Hierbei gelangen dem Geleitzerstörer keine Erfolge, doch wurde die Blankney selbst Ende Juli 1942 in Murmansk durch eine Kollision mit einem Frachtschiff erheblich beschädigt und musste für beinahe sechs Wochen in die Werft.

### 1943/44: Mittelmeereinsätze
Im März 1943 erfolgte die Detachierung der Blankney ins Mittelmeer, wobei am 11. März 1943 mit Lieutenant Commander Douglas H. R. Bromley ein neuer Kommandant an Bord kam. Ab Juni 1943 sicherte der Geleitzerstörer dort die Truppentransport-Konvois, die im Vorfeld der alliierten Landung auf Sizilien stattfanden. Im September 1943 übernahm die Blankney Sicherungsaufgaben vor dem alliierten Landekopf in der Bucht von Salerno.
Zwischen Oktober 1943 und März 1944 zu U-Jagd-Operationen herangezogen, hatte die Blankney am 8. März 1944 Anteil an der Versenkung des deutschen U-Bootes U 450 vor Anzio durch fünf alliierte Geleitschiffe, wobei alle 42 deutschen U-Boot-Fahrer gerettet werden konnten.
Ein weiterer Erfolg gelang der Blankney, erneut in Zusammenarbeit mit drei weiteren Sicherungsfahrzeugen und mehreren Flugzeugen, am 4. Mai 1944, als das Schiff nördlich von Constantine in die Versenkung des deutschen U-Bootes U 371 involviert war. Das Boot wurde beinahe 36 Stunden lang verfolgt, ehe es auftauchen musste und versenkt wurde. Auch in diesem Fall überlebten fast alle Besatzungsangehörige des Bootes; von 52 Seeleuten konnten 49 gerettet werden.

### Spätere Kriegseinsätze
Zwischen Juni 1944 und Februar 1945 wurde die Blankney, mittlerweile aus dem Mittelmeer abgezogen, in britischen Heimatgewässern eingesetzt und leistete dabei unter anderem während der alliierten Landung in der Normandie Feuerunterstützung vor dem Landeabschnitt Gold Beach. Nach Sicherungsaufgaben im Ärmelkanal folgte im November 1944 eine längere Werftliegezeit in Liverpool. Zwischen Januar und März 1945 als Wachschiff vor der britischen Ostküste eingesetzt, wobei vor allem die Suche nach deutschen Schnellbooten und Kleinkampfmitteln im Zentrum der Aktivitäten stand, erging nach der deutschen Kapitulation im Mai 1945 der Beschluss, die Blankney nach dem Pazifik zu verlegen, damit sie dort noch am Kampf gegen Japan teilnehmen konnte. Während der Verlegung traten indessen Seeschäden auf und der Geleitzerstörer musste im südafrikanischen Durban eingedockt werden. Die Reparaturarbeiten waren nur wenige Tage vor der Kapitulation Japans abgeschlossen und so wurde die Blankney wieder nach dem Vereinigten Königreich zurückbeordert.

## Verbleib
Im Mai 1946 außer Dienst gestellt, wurde die Blankney ab 1948 in Sheerness aufgelegt und in die Reserve versetzt, in welcher das Schiff für rund zehn Jahre verblieb. Nachdem der ehemalige Geleitzerstörer am 22. Oktober 1958 für die Verschrottung freigegeben wurde, wurde die Blankney ab März 1959 in Blyth abgewrackt.